# 赵克罗
赵克罗（1974年11月10日—），河南南阳人，前河南省政协常委，河南经纬会计师事务所有限公司董事长。在2012年周口市平坟复耕事件中因批评政府被迫“忏悔”。

## 生平
1974年11月10日，赵克罗出生在河南省南阳市。他从河南财经政法大学毕业。曾为政协河南省常委、民革河南省委委员。
2012年5月3日，赵克罗在新浪微博发布消息称，河南省一位省级领导路过南阳，见路边坟墓较多，要求铲平南阳区域所有坟头。并指出，政府正统计各村在外副处级以上官员的祖坟，予以保护。5月6日，赵克罗删除原微博，并就此事道歉。但事情并未就此结束，12月20日赵再次在自己微博发布忏悔书，自称被革职常委职位，引起社会上的争议。